# Crash & Burn
„Crash & Burn” – osiemnasty singel szwedzkiego muzyka Basshuntera, wydany 20 czerwca 2013 roku przez Broma 16 i Rush Hour.

## Historia utworu
Do napisania utworu „Crash & Burn” Basshunter znalazł inspirację m.in. poprzez obserwację ludzi, ich działań i myśli. Artysta chciał uczynić utwór szalonym. Piosenka ma tempo 140 uderzeń na minutę i jest zapisana w tonacji a-moll

## Produkcja i wydanie
Singel został wyprodukowany przez Basshuntera oraz został napisany we współpracy z Adamem Baptiste. Robert Uhlmann i Johan Bejerholm zmiksowali utwór.
8 czerwca 2013 roku odbyła się premiera utworu poprzez opublikowanie utworu i grafiki promującej singel przez Broma 16. Utwór był odtwarzany w radio Europa Plus Moscow, Europa Plus Ukraine, Hit Fm i Radio Energy. 7 czerwca Josh Williams ogłosił, że wykona remiks utworu. 20 czerwca singel został wydany w dystrybucji elektronicznej przez Broma 16 w kilku krajach oraz przez Rush Hour w kilkudziesięciu krajach. 1 lipca singel został wydany przez Magic Records w Polsce. 22 lipca singel został wydany przez Extensive Music w Nowej Zelandii. 30 lipca singel został wydany przez Roster Music w Hiszpanii i przez Ultra Records w Stanach Zjednoczonych. 2 lipca utwór wraz z grafiką promującą singel został opublikowany przez Extensive Music.

### Wydanie na albumach
| Album        | Data wydania | Wytwórnia            | Format               | Nr katalogowy | Nr utworu | Źródło |
| ------------ | ------------ | -------------------- | -------------------- | ------------- | --------- | ------ |
| Calling Time | 13 maja 2013 | Gallo Record Company | CD, digital download | CDRPM 3020    | 3         | [ 5 ]  |

## Lista utworów
- Digital download (20 czerwca 2013)[b][1]

1. „Crash & Burn” – 3:09
2. „Crash & Burn” (Extended Mix) – 4:54
3. „Crash & Burn” (Josh Williams Remix) – 6:54
4. „Crash & Burn” (Basshunter Remix) – 3:29
5. „Crash & Burn” (Instrumental) – 3:09

- Digital download (22 lipca 2013)[13]

1. „Crash & Burn” – 3:09

- Digital download (2 sierpnia 2013)[17]

1. „Crash & Burn” – 3:09
2. „Crash & Burn” (Extended Mix) – 4:54
3. „Crash & Burn” (Josh Williams Remix) – 6:54
4. „Crash & Burn” (Basshunter Remix) – 3:29

## Teledysk
19 maja 2013 roku Basshunter ogłosił teledysk do „Crash & Burn”. 4 czerwca artysta oznajmił, że teledysk został ukończony i zapowiedział jego premierę najpóźniej w pierwszym tygodniu miesiąca. 17 czerwca wykonawca opublikował grafikę promującą teledysk, zawierającą jego ujęcia. Następnego dnia teledysk miał premierę w telewizji Europa Plus TV. 20 czerwca pojawił się w telewizji Muz-TV. 24 czerwca został opublikowany przez Basshuntera. 23 lipca teledysk opublikowany przez Roster Music, dzień później został opublikowany przez Magic Records. 29 lipca teledysk został opublikowany przez Ultra Records, 31 lipca przez Balloon Records.
Teledysk został wyreżyserowany przez Farzada Bayata. W teledysku wystąpiła między innymi mołdawska modelka i aktora Anastasia Cecati.

## Pozycje na listach przebojów
| Kraj            | Lista (2013)                   | Najwyższa pozycja |
| --------------- | ------------------------------ | ----------------- |
| Dania           | Hypechart - Top 10             | 3                 |
| Wielka Brytania | Commercial Pop Top 30          | 30                |
| Rosja           | Top Hit Weekly St. Petersburg  | 31                |
| Dania           | Dancechart - Top 50            | 43                |
| Rosja           | Top Hit Weekly General         | 45                |
| Rosja           | Top Hit Weekly Russia          | 48                |
| Rosja           | Top Hit Weekly Audience Choice | 49                |
| Rosja           | Top Hit Weekly Moscow          | 51                |

## Występy na żywo
13 lipca 2013 roku Basshunter wykonał utwór na otwarciu swojego występu podczas Europa Plus Live w Moskwie. 300 000 widzów obejrzało koncert na żywo, a miliony dalszych w telewizji.